# إيليزا كاربنتر
إيليزا كاربنتر (بالإنجليزية: Eliza Carpenter)‏ هي فارسة أمريكية، ولدت في 1851 في فرجينيا في الولايات المتحدة، وتوفيت في 16 ديسمبر 1924 في أوكلاهوما في الولايات المتحدة.